# Indrik
 (mars 2023).
Si vous disposez d'ouvrages ou d'articles de référence ou si vous connaissez des sites web de qualité traitant du thème abordé ici, merci de compléter l'article en donnant les références utiles à sa vérifiabilité et en les liant à la section « Notes et références ».
L'Indrik (en russe : Индрик), est dans le folklore russe un animal fabuleux, le roi des animaux, qui vit dans une montagne nommée « La Montagne Sacrée », car personne ne peut y monter. Quand il bouge, la Terre tremble.

## Explication
Le mot « Indrik » provient du mot russe : единорог (edinorog) traduit en français par licorne. Il est décrit comme un gigantesque taureau avec une tête de cheval et de grandes cornes comme un rhinocéros. Le nom de la créature a donné a servi d'inspiration à l'un de synonyme de Paraceratherium, indricotherium, qui n'est autre que l'un des plus grands mammifères terrestres ayant jamais existé.